# Зерно (кристаллическое)

Зерно́ (иногда употребляется термин кристаллит) — минимальный объём кристалла, окружённый высокодефектными высокоугловыми границами, в поликристаллическом материале.

## Определение размеров зёрен
Размер зёрен обычно определяется с помощью рентгеновской дифракции. Помимо неё используют различные микроскопические методики, такие как просвечивающая и растровая электронная микроскопия, а также картирование с использованием дифракции отражённых электронов. Существует ГОСТ 5639—82, определяющий методы выявления и определения величины зерна, однако он несколько устарел.

## Межзёренная граница
Межзёренная граница — поверхность раздела двух зёрен (кристаллитов) в поликристаллическом материале. Межзёренная граница является дефектом кристаллической структуры и имеет склонность к понижению электрической проводимости и температуропроводности. Высокая энергия границ и относительно слабая связь в большинстве межзёренных границ часто делает их предпочтительным местом для возникновения коррозии и выделения второй фазы.
Межзёренные границы разделяют на малоугловые и высокоугловые. Традиционно принято граничное значение разориентации в 15°. Малоугловые можно описать в терминах дислокационной теории, высокоугловые - нет.